# قرار مجلس الأمن التابع للأمم المتحدة رقم 733
قرار مجلس الأمن التابع للأمم المتحدة رقم 733، المعتمد بالإجماع في 23 يناير 1992، وبعد أن أعرب المجلس عن جزعه إزاء الخسائر الفادحة في الأرواح، وتدمير الممتلكات، وتهديد الاستقرار الإقليمي، قرر المجلس، متصرفا بموجب الفصل السابع من ميثاق الأمم المتحدة، أن يضع حظرا «عاما وكاملا» على توريد الأسلحة إلى البلد لأغراض إحلال السلام والاستقرار. وقد استرعت الحكومة الصومالية انتباه مجلس الأمن إلى الحالة.
ودعا المجلس الأمين العام آنذاك بطرس بطرس غالي إلى القيام فورا باتخاذ إجراءات لزيادة المساعدة الإنسانية المقدمة من الأمم المتحدة والمنظمات الدولية الأخرى إلى السكان المتضررين في الصومال. كما طلب إليه أن يقوم، إلى جانب الأمناء العامين لمنظمة الوحدة الأفريقية وجامعة الدول العربية، بالاتصال بجميع الفصائل المعنية من أجل إنهاء الأعمال العدائية والسماح بإيصال المعونة.
وحث القرار 733 جميع الأطراف على ضمان سلامة جميع العاملين في مجال المساعدة الإنسانية في الصومال، وحث جميع الدول الأعضاء على المساهمة في جهود تقديم المعونة. ولم يتضمن القرار مقترحات بإنشاء قوة لحفظ السلام بالنظر إلى أن بعض الدول الأعضاء كانت مترددة لأسباب مالية، كما ذكرت دول أخرى، مثل الولايات المتحدة، أنها لن تتدخل في هذه المرحلة بالنظر إلى عدم وجود دعوة من الأطراف المضيفة الرئيسية.

## وصلات خارجية
- نص القرار في undocs.org